# Апотома (музика)
Апото́ма  (дав.-гр. ἀποτομή відрізок; лат. apotome, apothome) — музичний інтервал, який відповідає хроматичному півтону (збільшена прима) піфагорійського строю. Згідно з пізньоантичним визначенням піфагорійської школи, апотома дорівнює різниці цілого тону та ліми, і, таким чином, має відношення частот верхнього та нижнього звуків, рівне 
{\displaystyle {\frac {9}{8}}:{\frac {256}{243}}={\frac {3^{7}}{2^{11}}}={\frac {2187}{2048}}},
або 113,6850 ц. Також апотому можна отримати, послідовно відклавши від даного звука (даної висоти) 7 чистих квінт угору, а потім 4 октави вниз: 
{\displaystyle \left({\frac {3}{2}}\right)^{7}:\left({\frac {2}{1}}\right)^{4}={\frac {2187}{2048}}}
Приклади: C—G—D—A—E—H—Fis—Cis, Es—B—F—C—G—D—A—E, B—F—C—G—D—A—E—H; отримані в результаті інтервали C—Cis, Es—E, B—H — апотоми.

## Історія
Найдавніші згадки апотоми в грецькій науці містяться в «Коментарі на Гармоніку Птолемея» Порфирія (III ст. н. е.), в підручнику музики Гауденція (датується в діапазоні від II до VI ст.) і в коментарі Прокла (V ст.) на «Тімей» Платона.  У латинській музиці термін apotome вперше зустрічається в підручнику "Основи музики" Боеція (Mus. II.30). Розглядаючи проблему поділу тону на півтонни, Боецій називає менший півтон лімою, а більший (залишок, яким заповнюється цілий тон) апотомою. У трактатах західноєвропейського Середньовіччя і Відродження, автори яких дотримувалися боеціанської традиції, обидва піфагорійських півтони, як правило, розглядали у вигляді парної опозиції.
Під час гри на інструментах з нефіксованим ладом (наприклад, скрипці) і в співі, виконавці часто розширюють хроматичний півтон, порівняно з діатонічним (зазвичай при виконанні ходів хроматизмами, наприклад, C-Cis-D вгору або D-Des-C вниз півтони-збільшені прими C-Cis і D-Des розширюються порівняно з півтонами-малими секундами Cis-D і Des-C), що зближує їх із півтонами піфагорійського строю (тобто апотомою і лімою).

## Роль апотоми у хроматизації
На думку Є. Герцмана, хроматизація (тобто зміна висотного положення «рухливих» середніх звуків) відкривала нові можливості швидкоплинних модуляцій з однієї тональної площини в іншу, причому виникала змога переміщення ладової структури на довільний інтервал. Більш того, окрім тональних модуляцій у межах одного роду (наприклад, діатонічного) поширювались і модуляції з роду в рід (наприклад із діатонічного — в хроматичний, з хроматичного — в енгармонічний тощо). При цьому важливу «організаційну» роль відігравало маніпулювання малим (лейма — 90 центів) та великим (апотома — 114 центів) півтонами. Якщо в діатонічному тетрахорді нижній нестійкий звук (паргіпата) тяжів до нижче розташованого устою (гіпати) завдяки виниклій між ними леймі (інтервал тяжіння), то достатньо було змістити її на 24 центи (піфагорова кома) у висхідному напрямку, як внаслідок збільшення півтона до розмірів апотоми (інтервал відштовхування), паргіпата отримувала висхідне тяжіння до нового звука, відсутнього в первинній структурі тетрахорду.